# 福岡県立福岡高等学校の人物一覧
福岡県立福岡高等学校の人物一覧（ふくおかけんりつふくおかこうとうがっこうのじんぶついちらん）は、福岡県立福岡高等学校卒業生の人物一覧。

## 出身者

### 法曹
- 草場良八 - 第12代最高裁判所長官、勲一等旭日桐花大綬章
- 八尋光秀 - 弁護士、らい予防法違憲国家賠償訴訟弁護団代表、薬害肝炎九州訴訟弁護団
- 吉野正 - 弁護士、福岡県弁護士会会長
- 宮原守男 - 弁護士、元最高裁司法研究所刑事弁護教官、平和学園理事、教文館代表取締役会長、明治学院理事、東京女子大学理事を歴任

### 医師
- 中村哲 - PMS（ペシャワール会医療サービス）総院長
- 藤堂省 - 医師、元ピッツバーグ大学教授、北海道大学特任教授
- 半田俊哉 - 医師、美容外科医、大塚美容形成外科副院長

### 学界
- 大隅良典 - 東京科学大学栄誉教授、ノーベル医学生理学賞受賞 (2016)
- 具島兼三郎 - 国際政治学者、元長崎大学学長
- 広渡清吾 - 東京大学社会科学研究所教授、元東京大学副学長
- 秀村欣二 - 東京大学名誉教授、元青山学院大学教授、年叙勲三等旭日中綬章
- 松重和美 - 京都大学副学長・教授、国際イノベーション機構
- 伊勢田哲治 - 京都大学大学院文学研究科准教授、哲学者
- 村嶋英治 - 早稲田大学大学院アジア太平洋研究科教授、タイ近現代史研究
- 権丈善一 - 慶應義塾大学商学部教授
- 毛利佳年雄 - 名古屋大学名誉教授
- 福井英一郎 - 東京教育大学（現筑波大学）名誉教授、地理学
- 平田光弘 - 一橋大学名誉教授、南開大学名誉教授、星城大学名誉教授
- 安川寿之輔 - 社会思想史研究者、名古屋大学名誉教授、安川・平山論争の当事者
- 太郎丸博 - 京都大学大学院文学研究科助教授、社会学
- 筒井淳也 - 立命館大学産業社会学部教授、社会学
- 高橋良平 - 九州大学第18代学長
- 秀村選三 - 九州大学名誉教授、日本学士院賞、恩賜賞 (日本学士院)
- 池見酉次郎 - 九州大学名誉教授
- 石田正治 - 九州大学法学研究院教授
- 村上裕章 - 九州大学法学部法学研究院教授
- 都甲潔 - 九州大学大学院教授、世界一受けたい授業講師、味覚センサー開発者
- 西弘嗣 - 東北大学名誉教授、福井県立大学恐竜学研究所長、元日本古生物学会会長
- 井上治典 - 民事訴訟法学者、立教大学法科大学院教授、元九州大学法学部教授
- 丸本卓哉 - 山口大学学長
- 鶴襄 - 学校法人鶴学園創設者
- 佐藤晃一 - 独文学者
- 﨑村耕二 - 日本医科大学名誉教授、京都工芸繊維大学名誉教授、英語学者
- 石村善助 - 東京都立大学名誉教授、専修大学大学院法学研究科長、法社会学者
- 小笠原弘親 - 元大阪市立大学教授、政治学者
- 杉山龍丸 - インドの緑の父 (Green Father) と呼ばれる人物
- 前田哲男 - 政治学者
- 芦名裕子 - 宗教学者、国文学者
- 安部司 - 食品添加物評論家
- 福田千鶴 - 九州大学教授
- 秀島乾 - 都市計画家、日本の都市計画のパイオニア
- 遠藤達雄 - 九州工業大学名誉教授
- 井上浩義 - 慶應義塾大学医学部教授

### 軍事
- 東條敏夫（東條俊夫） - 軍人、第40代内閣総理大臣東條英機の三男
- 吉田俊雄 - 海軍軍人、永野修身元帥の副官
- 若松満則 - 軍人、陸軍中佐

### 政界

#### 国会議員
- 麻生太賀吉 - 元衆議院議員、実業家、元九州電力会長、元麻生セメント社長、日本石炭協会会長、藍綬褒章受章、正四位勲二等瑞宝章、第92代内閣総理大臣麻生太郎は長男、寬仁親王妃信子は三女
- 山下徳夫 - 元厚生大臣、元運輸大臣、元衆議院議員、元内閣官房長官
- 田中茂穂 - 元参議院議員、元行政管理庁長官
- 八木昇 - 元衆議院議員、佐賀県総評初代議長
- 松本龍 - 元衆議院議員、環境大臣、復興対策担当大臣
- 渡辺具能 - 元衆議院議員
- 河野正 - 元衆議院議員
- 阿部弘樹 - 衆議院議員、元津屋崎町長
- 許斐亮太郎 - 衆議院議員

#### 地方
- 進藤一馬 - 元福岡市長、元玄洋社社長、元衆議院議員、福中・福高同窓会初代会長
- 竹下司津男 - 元古賀市長
- 川上義幸 - 元佐賀県副知事
- 原崎智仁 - 福津市長
- 田辺一城 - 古賀市長

#### その他
- 芦名裕子 - 元教育党事務局長

### 官界
- 麻田千穂子 - 厚生労働省大臣官房国際労働交渉官、北九州市副市長、国際労働機関アジア太平洋地域総局長
- 中井毅 - 日本貿易振興機構欧州センター・パリセンター所長、富士重工業役員、JCCP国際石油・ガス協力機関代表執行理事CEO
- 藤原朋子 - 厚生労働省子ども家庭局長、内閣府子ども・子育て本部統括官[1]

### 財界
- 相浦一成 - GMOペイメントゲートウェイ社長、GMOインターネットグループ副社長
- 池田弘一 - 元アサヒビール社長、元日本経団連評議員会副議長、元経済同友会副代表幹事
- 太田清之助 - 元博多大丸会長
- 岡部正彦 - 学校法人日通学園理事長、日本通運相談役
- 西亦次郎 - 元西鉄ライオンズ球団代表、日本でのドラフト制度導入の提唱者
- 段上守 - 元九州電力副社長
- 佐伯尚孝 - 元三和銀行頭取
- 柴田紳 - ネットプロテクションズホールディングス創業者・社長
- 酒見俊夫 - 西部ガスホールディングス会長、日本ガス協会副会長
- 冨田和久 - ピー・ビーシステムズ創業者・社長
- 高田久徳 - 東京理科大学イノベーション・キャピタル株式会社代表取締役、東京理科大学客員教授
- 森君夫 - 九州朝日放送株式会社代表取締役社長、KBCグループホールディングス株式会社代表取締役
- 山北栄二郎 - 株式会社JTB代表取締役社長執行役員

### 文学・漫画
- 花田清輝 - 文芸評論家
- 藤原智美 - 芥川賞作家
- 岡松和夫 - 芥川賞作家
- 原尞 - 直木賞作家
- 白石一文 - 直木賞作家、白石文郎は双子の弟
- 白石文郎 - 小説家
- 大西巨人 - 小説家
- 島村菜津 - ノンフィクション作家、日本のスローフード運動の先駆け
- 一丸章 - 小説家、H氏賞
- 伴一彦 - 脚本家
- 那珂太郎 - 詩人、芸術選奨文部大臣賞受賞
- 杉山参緑 - 詩人
- 織坂幸治 - 詩人
- 小谷心太郎 - 詩人、第4回日本歌人クラブ賞受賞
- 長谷川法世 - 漫画家、『博多っ子純情』の作者
- 倉田真由美 - 漫画家、『だめんず・うぉ〜か〜』の作者
- はしもとてつじ - 漫画家

### 音楽・映画・写真・彫刻
- 三沢郷 - 作曲家、『エースをねらえ!』、『デビルマン』の作曲
- 荒牧伸志 - アニメーション監督、代表作「APPLESEED」
- 中原龍太郎 - DJ、ゲームミュージック作曲家
- 谷口雅 - 写真家
- 川島透 - 映画監督、『野蛮人のように』、『CHECKERS IN TAN TAN たぬき』
- 梅津明治郎 - 映画監督
- 藤林甲 - 照明技師（旧制中学校）
- 森部静武 - バイオリニスト、勲五等瑞宝章
- 吉川英史 - 音楽学者、文化功労者 (1994)、元東京芸術大学教授、宮城道雄記念館館長
- 江口カン - 映像ディレクター、演出家、映画監督
- 外尾悦郎 - サグラダ・ファミリア教会主任彫刻家、生誕の門が世界遺産に登録

### 報道
- 奥田智子 - KBCアナウンサー
- 龍山康朗 - RKBアナウンサー
- 林田スマ - RKBアナウンサー
- 木村智美 - テレビ山口アナウンサー
- 古賀成治 - NHKアナウンサー
- 池見哲司 - 元朝日新聞論説委員
- 梅本龍平 - 元西日本新聞論説委員
- 今里頼子 - 元ジャーナリスト
- 古田大輔 - ジャーナリスト、BuzzFeed Japan創刊編集長、日本ファクトチェックセンター編集長

### 芸能
- 小松政夫 - コメディアン（定時制卒）
- 兼本新吾 - 声優
- 今林久弥 - 舞台俳優

### スポーツ
- 池田英俊 - 元プロ野球選手
- 井﨑燦志郎 - プロ野球選手
- 米倉健司 - 元プロボクサー、元全日本ボクシング協会会長、東洋バンタム級王者、ヨネクラボクシングジム会長
- 鈴木惇 - 元プロサッカー選手、元アビスパ福岡MF、U-20サッカー日本代表

#### ラグビー
- 阿刀裕嗣 - 日本代表選手、明治大学、テレビ司会者
- 池田韻 - ラグビーレフリー
- 江渕まこと - 女子日本代表選手
- 樺島亮太 - トヨタ自動車ヴェルブリッツ
- 白井善三郎 - 早稲田大学監督
- 末永健雄 - クボタスピアーズ
- 谷山隼大 - 埼玉パナソニックワイルドナイツ
- 土谷深浩 - クボタスピアーズ
- 土屋俊明 - 日本代表選手、明治大学主将、日本ラグビーフットボール協会副会長
- 土屋英明 - 日本代表選手、明治大学主将
- 中尾康太郎 - 九州電力キューデンヴォルテクス
- 永田花菜 - 女子7人制日本代表選手
- 中靏憲章 - 九州電力キューデンヴォルテクス
- 新島清 - 日本代表主将、配炭公団主将、明治大学主将、日本ラグビーフットボール協会理事、当校ラグビー部監督
- 野田夢乃 - 女子日本代表選手
- 西妻多喜男 - 明治大学、三菱重工業執行役員
- 福岡堅樹 - 日本代表選手、パナソニック ワイルドナイツ
- 村上令 - 日本代表選手、明治大学ラグビー部主将
- 森重隆 - 日本ラグビーフットボール協会第14代会長、日本代表主将、新日鐵釜石選手兼任監督元明治大学主将

### その他
- 宅島徳光 - 渡哲也のヒット曲「くちなしの花」（作曲遠藤実）は宅島の遺稿集を基にしたものである
- 行正り香 - 料理研究家